# أنتوني أفنت
أنتوني أفنت (بالإنجليزية: Anthony Avent)‏ مواليد 18 أكتوبر 1969 في روكي ماونت، هو لاعب كرة سلة أمريكي معتزل. بدأ مسيرته الاحترافية في سنة 1991. تم اختياره من قبل فريق أتلانتا هوكس خلال الدرافت. يبلغ طوله 6 قدم 9 بوصة (2.1 م). اعتزل اللعب في 2001.

## المسيرة الاحترافية
لعب مع يوفي كازيرتا باسكت في الدوري الإيطالي في موسم 1991–1992، ثم لعب مع ميلووكي باكز من سنة 1992 إلى 1994، ثم لعب مع أورلاندو ماجيك من سنة 1993 إلى 1995، ثم لعب مع فانكوفر جريزليز في موسم 1995–1996، ثم لعب مع باناثينايكوس في موسم 1996–1997، ثم لعب مع يوتا جاز في موسم 1998–1999، ثم لعب مع لوس أنجلوس كليبرز في موسم 1999–2000.

## روابط خارجية
- أنتوني أفنت على موقع إن بي أي (الإنجليزية)
- أنتوني أفنت على موقع سبورتس رفرنس (الإنجليزية)
- أنتوني أفنت على موقع كرة السلة الأوروبية.كوم (الإنجليزية)
- أنتوني أفنت على موقع كلية كرة السلة في سبورتس رفرنس.كوم (الإنجليزية)
- أنتوني أفنت على موقع ريلجم (الإنجليزية)
- أنتوني أفنت على موقع بروبوليرز (الإنجليزية)
- أنتوني أفنت على موقع سبورتس رفرنس (الإنجليزية)